# Cayo Celio Rufo
Cayo o Gayo Celio Rufo  fue un senador romano del siglo I, que desarrolló su cursus honorum bajo los imperios de Augusto y Tiberio

## Carrera política
En 13, a finales del imperio de Augusto, fue praetor aerarii. Ya bajo Tiberio, en 17, fue designado consul ordinarius.
También fue edil de la localidad latina de Tusculum, cercana a Roma, en la cual realizó una donación para embellecer algún monumento público.